# Oogenius chilensis
Oogenius chilensis är en skalbaggsart som beskrevs av Ohaus 1905. Oogenius chilensis ingår i släktet Oogenius och familjen Rutelidae. Inga underarter finns listade i Catalogue of Life.